# Куропатиця

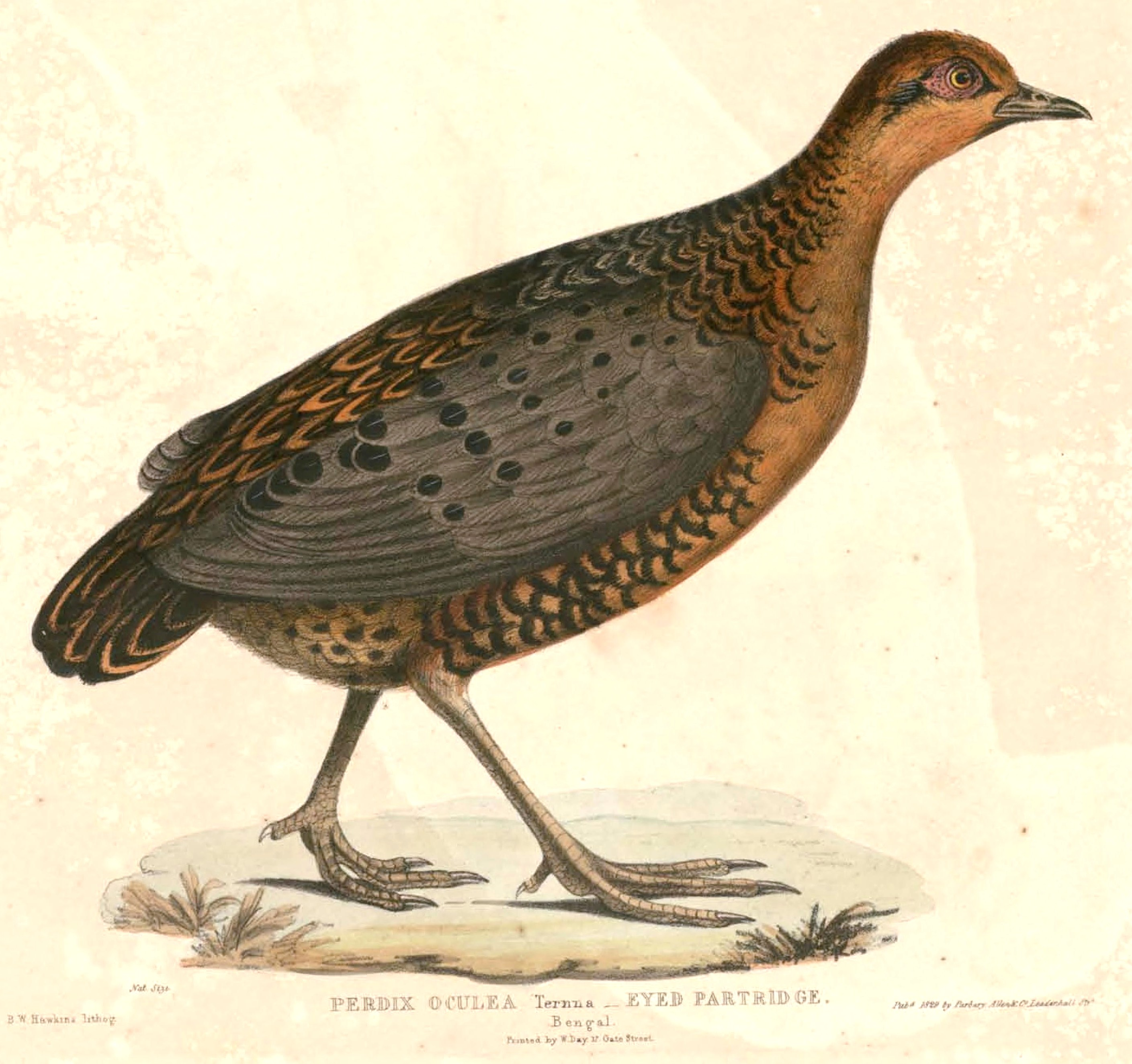
Куропатиця (малюнок Томаса Гардвіка)

Куропатиця (Caloperdix oculeus) — вид куроподібних птахів родини фазанових (Phasianidae). Мешкає в Південно-Східній Азії. Це єдиний представник монотипового роду Куропатиця (Caloperdix)

## Опис
Довжина птаха становить 27-32 см, вага 191—230 г. Голова, груди і живіт яскравого рудувато-коричневого кольору. Спина чорна, поцятована рудуватими смужками. Крила коричневі з чорними плямами. Самці і самки майже не відрізняються, крім кількості шпор: у самця їх дві, тоді як в самки одна.

## Поширення і екологія
Ареал куропатиці простягається від південної М'янми через перешийок Кра до Малайського півострова, Суматри і Калімантану. Птах мешкає в сухих тропічних лісах, вологих тропічних лісах, в чагарників і бамбукових лісах на висоті до 1200 м над рівнем моря.

## Таксономія
Куропатиця була описана Конрадом Якобом Темінком в 1815 році. Вид отримав назву Perdix oculea і був віднесений до роду Куріпка (Perdix). В 1861 році Едвард Бліт виділив вид в монотиповий рід.
Виділяють три підвиди куропатиці:
- C. o. oculeus (Temminck , 1815) — М'янма, Таїланд і Малайзія
- C. o. ocellata (Raffles, 1822) — острів Суматра
- C. o. borneensis Ogilvie-Grant, 1892 — острів Калімантан

## Поведінка
Це малодосліджений вид птахів. Він живе поодинці або парами; є неперевірені свідчення про невеликі зграї куропатиць. Харчується ягодами, насінням, травами і комахами. В кладці 8-9 яєць, сезон розмноження триває 18-20 днів.

## Збереження
МСОП вважає стан збереження куропатиці близьким до загрозливого. Її популяція зменшується по всьому ареалу через знищення середовища проживання.